# San Cono (Rometta)

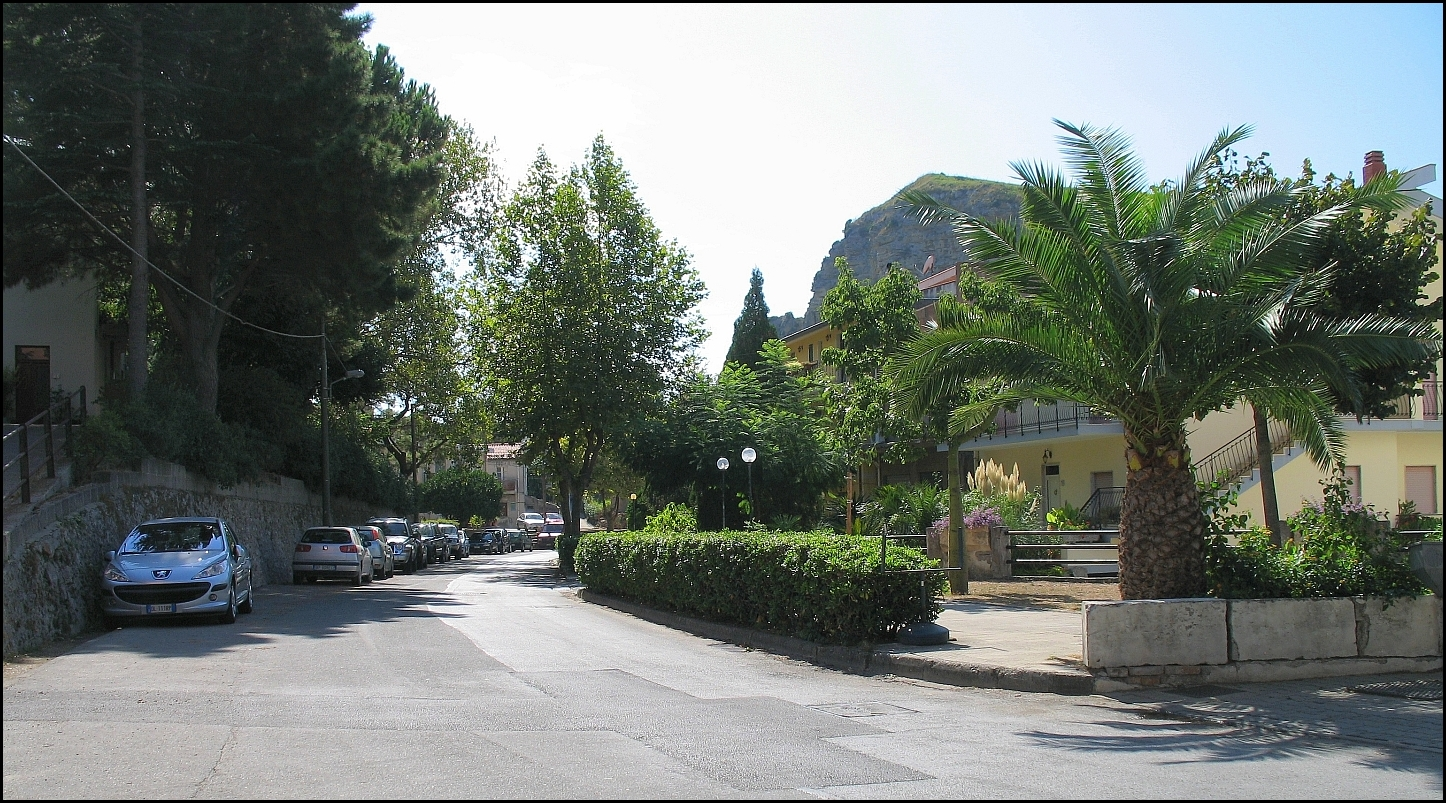
Un tratto della via principale

San Cono è un piccolo centro di circa 600 abitanti, frazione del comune di Rometta nella città metropolitana di Messina.

## Storia
Le origini risalgono al 1500; a Messina ci fu un'epidemia di peste e, secondo alcune fonti, i Romettesi, per scongiurare il contagio, costruirono due chiese fuori dalle mura del paese: una sulla via per Messina, (l'attuale frazione di Sant'Andrea) e un'altra alle falde della collina dove è situata Rometta, sulla via per Milazzo, dedicandole a San Cono, il santo che guarisce dalla peste. Intorno alla seconda chiesetta, intitolata anche a Maria Bambina, sorsero le prime case del paesino.
Nel dopoguerra il villaggio di San Cono si è ingrandito, ed è attualmente il più popolato della parte collinare del comune, anche perché le caratteristiche del territorio (meno impervio e senza vincoli costruttivi del centro storico), ne hanno permesso un certo sviluppo edilizio.
Ogni anno in primavera nella via principale ha luogo la sagra dell'asparago pungitopo.